# Pacific Challenge
La Pacific Challenge es una competición anual e internacional de rugby. Es organizada por el World Rugby (anterior International Rugby Board) y tiene como finalidad, darle competitividad internacional a los segundos equipos de seleccionados nacionales y equipos regionales del Pacífico.

## Equipos participantes
Desde la edición del 2024 participan 4 equipos, las selecciones "A" de Fiyi, Japón, Samoa y Tonga.
- Fijian Warriors
- Japan XV
- Manuma Samoa
- Tonga A

## Campeonatos

### Franquicias
| Edición | Año  | Sede      | Campeón       | 2º puesto       | 3º puesto       | 4º puesto       | 5º puesto     | 6º puesto       |
| ------- | ---- | --------- | ------------- | --------------- | --------------- | --------------- | ------------- | --------------- |
| I       | 2006 | Apia      | Savaii Samoa  | Fiji Warriors   | Fiji Barbarians | Tau'uta Reds    | Upolu Samoa   | Tautahi Gold    |
| II      | 2007 | Nukualofa | Upolu Samoa   | Tau'uta Reds    | Fiji Barbarians | Savaii Samoa    | Fiji Warriors | Tautahi Gold    |
| III     | 2008 | Apia      | Tautahi Gold  | Upolu Samoa     | Savaii Samoa    | Fiji Barbarians | Tau'uta Reds  | Fiji Warriors   |
| IV      | 2009 | Apia      | Fiji Warriors | Upolu Samoa     | Savaii Samoa    | Tautahi Gold    | Tau'uta Reds  | Fiji Barbarians |
| V       | 2010 | Suva      | Fiji Warriors | Fiji Barbarians | Tautahi Gold    | Savaii Samoa    | Upolu Samoa   | Tau'uta Reds    |

### Selecciones secundarias
| Edición | Año  | Sede            | Campeón       | 2º puesto | 3º puesto     | 4º puesto |
| ------- | ---- | --------------- | ------------- | --------- | ------------- | --------- |
| VI      | 2011 | sin sede fija   | Fiji Warriors | Samoa A   | Tonga A       |           |
| VII     | 2012 | sin sede fija   | Fiji Warriors | Samoa A   | Tonga A       |           |
| VIII    | 2013 | sin sede fija   | Fiji Warriors | Samoa A   | Junior Japan  | Tonga A   |
| IX      | 2014 | varias ciudades | Pampas XV     | Reds A    | Fiji Warriors | Tonga A   |

### Pacific Challenge
| Edición | Año  | Sede | Campeón       | 2º puesto     | 3º puesto    | 4º puesto    | 5º puesto | 6º puesto    |
| ------- | ---- | ---- | ------------- | ------------- | ------------ | ------------ | --------- | ------------ |
| X       | 2015 | Suva | Pampas XV     | Fiji Warriors | Canadá A     | Samoa A      | Tonga A   | Junior Japan |
| XI      | 2016 | Suva | Fiji Warriors | Samoa A       | Tonga A      | Junior Japan |           |              |
| XII     | 2017 | Suva | Fiji Warriors | Junior Japan  | Tonga A      | Samoa A      |           |              |
| XIII    | 2018 | Suva | Fiji Warriors | Junior Japan  | Samoa A      | Tonga A      |           |              |
| XIV     | 2019 | Suva | Fiji Warriors | Junior Japan  | Tonga A      | Samoa A      |           |              |
| XV      | 2020 | Suva | Junior Japan  | Fiji Warriors | Tonga A      | Samoa A      |           |              |
| XVI     | 2023 | Apia | Fiji Warriors | Manuma Samoa  | Junior Japan | Tonga A      |           |              |
| XVII    | 2024 | Apia | Japan XV      | Fiji Warriors | Manuma Samoa | Tonga A      |           |              |

## Posiciones
- Número de veces que los equipos ocuparon cada posición en el formato Pacific Challenge.

| Equipo        | Campeón | 2º puesto | 3º puesto | 4º puesto | 5º puesto | 6º puesto |
| ------------- | ------- | --------- | --------- | --------- | --------- | --------- |
| Fiji Warriors | 5       | 3         |           |           |           |           |
| Junior Japan  | 2       | 3         | 1         | 1         |           | 1         |
| Pampas XV     | 1       |           |           |           |           |           |
| Samoa A       |         | 2         | 2         | 4         |           |           |
| Tonga A       |         |           | 4         | 3         | 1         |           |
| Canada A      |         |           | 1         |           |           |           |